# Протести срещу кабинета „Орешарски“
Тази статия е част от Протести в България (2013).
Протести срещу кабинета „Орешарски“, популяризирани в социалните мрежи под името ДАНСwithme (от едноименния хаштаг), са протести в България, започнали през май 2013 още преди избирането на Пламен Орешарски за министър-председател и неговия кабинет от Народното събрание, след номинирането му и огласяването на неговия избор за министри на кабинета му. Протестите възникват като реакция едновременно на личността на Орешарски и министрите му, както и очакваните и оповестени политики, особено свързани със зелени теми като: застрояване на природни места, строеж на АЕЦ „Белене“ и други. Впоследствие към това се добавя и практиката за непрозрачно назначаване на държавни длъжности, първото от които е за шеф на ДАНС. Протестите добиват облика на призив за морално обновяване и поставянето на нови ценностни основи на българската политика.

## Първи протест
Първият протест, започнал от Орлов мост, е на 28 май 2013 с начален час 19:00, на него се събират около 200 души. Протестът е организиран от природозащитници от Коалицията от неправителствени организации и граждански групи „За да остане природа в България“.

## Други протести
По време на избирането на правителството на Орешарски на 29 май от 9:00 пред Парламента протестират около 40 души, между които представители на Гражданска Лига на България, Зелените и РЗС. На 30 май пак около 30 души протестират против отмяната на забраната за пушене в заведенията (едно от първите предложения на новия кабинет, което е подкрепяно и от Атака).

## Национален протест
Малко след избирането на кабинета, в Бургас започват организирането на протести срещу кабинета, които да се насрочат за 2 юни, тези протести се обединяват в подготовка за национален протест срещу кабината на Орешарски, който се организира на 2 юни от 12 часа в различни градове на страната (София, Пловдив, Варна, Бургас и др.), а също и от българската общност в Испания.
Събират се близо 2000 протестиращи граждани в София, около 300 в Пловдив и няколкостотин в другите градове.
В София протестиращите блокират централни улици в продължение на 4 часа и също така протестират пред централите на БСП, ДПС и Атака. В Пловдив и Варна протестиращите блокират движението на няколко булеварда.
В цялата страна се насрочват нови национални граждански протести против кабинета „Орешарски“ за 9 юни 2013 – неделя от 12 часа.

### Протест срещу избора на Делян Пеевски за шеф на ДАНС
На 14 юни 2013 поради избора от Народното събрание на Делян Пеевски от ДПС за шеф на Държавната агенция „Национална сигурност“ във Фейсбук, часове след това се организират протести в цялата страна.
Протестът на 14 юни 2013 е организиран спонтанно чрез социалната мрежа Фейсбук с начален час 18:30. Причината, предизвикала този масов протест, е изборът на народния представител от ДПС Делян Пеевски за ръководител на ДАНС. За избора му със „ЗА“ гласуват депутатите на БСП и ДПС.
Назначаването на Пеевски, предизвиква възмущение дори у президента Росен Плевнелиев, който на специална пресконференция казва, че е изчерпал кредита си на доверие към кабинета на Орешарски и се чувства излъган.
В София пред Министерския съвет се събират над 10 000 души, които по-късно потеглят към Народно събрание и Орлов мост. Протестиращите са предимно млади, образовани и работещи хора. На протеста се включват и някои от футболните агитки, а също и разочаровани избиратели на партия Атака
Малки протести има също и в Пловдив, Бургас, Варна, Русе и други градове в страната. В София, след 21 часа протестиращите блокират Орлов мост, където от този момент в рамките на два месеца се провежда ежедневната „Асамблея Орлов мост“. По-късно протестът се премества отново пред Народно събрание, където остава около 2 часа. Сред протестните скандирания са „Червени боклуци“, „Оставка“, „Избори“, „Кой не скача, е червен“, „Турци сте“, „Мафия“, „Олигарски“, „Ориенталски“, „Долу БСП“, „Долу ДПС“, „И преди, и сега БСП е мафия“, „Всеки ден ще е така до победата“, „Утре пак“ и други включително някои нецензурни, насочени към Сергей Станишев (лидер на БСП и на ПЕС), Волен Сидеров (лидер на Атака), както и срещу Николай Бареков и медиите ТВ7 и НЮЗ7, за които се смята, че са собственост на Пеевски, неговата майка Ирена Кръстева и банкера Цветан Василев.
Протестиращите планират протести всеки ден до оставка на кабинета Oрешарски.
На 16 юни 2013 неделя от 18:30 отново се състоя масов национален протест под надслов „Оставка на кабинета Орешарски“. Протестът е организиран от граждани чрез социалната мрежа Фейсбук. На третия ден от протестите в София се събират над 15 000 протестиращи, чиито искания са оставка на кабинета „Орешарски“, свикване на Велико народно събрание и нови избори.
Протестите продължават и в следващите дни, отново с искане за оставка на правителството.
На 17 юни, понеделник се стига до ексцесии пред централата на партия „Атака“, където се сблъскват протестиращи срещу кабинета и привърженици на партия Атака, включително и лидерът на партията Волен Сидеров. Заради тях протестиращите издигат лозунга #ignorevolen (игнорирай Волен), с което искат да покажат, че не желаят да бъдат провокирани, но в една стихийна кампания това е често срещано явление.
Протестите продължават и в началото на юли, когато протестиращите блокират и булевард „Цариградско шосе“, за да покажат, че бройката им е много по-голяма, отколкото се твърди от МВР.

## Окупация на сградата на Народното събрание (23 и 24 юли)
На 23 юли 2013 г., четиридесетият ден от началото на протестите, трима министри от кабинета „Орешарски“, депутати от ГЕРБ, БСП и ДПС и представители на синдикатите са се събрали, за да обсъдят предстоящата актуализация на бюджета. Те, заедно с журналисти и служители на НС, попадат под обсадата на протестиращите. Около 20 часа депутатите са възпрепятствани да напуснат зоната за сигурност около сградата на Народното събрание и на БАН от изгражданите живи вериги и бариери, поради което те се връщат в сградата. Около 22 часа депутати от БСП и ДПС са качени на автобус, който прави опит да ги извози, но отново е възпрепятстван. Стига се до сблъсъци между полицията и протестиращите, които завършват с осем ранени протестиращи и двама ранени полицаи. Обсадата продължава до близо 3.30 сутринта на 24 юли.

## Орешарски марш (3 август-4 септември)
С решението на НС депутатската ваканция започва на 5 август и свършва на 31 август, като към тези дни се добавят и уикендните 3 и 4 август. Предполага се, че голяма част от депутатите, както и министрите от кабинета „Орешарски“, за които се знае, че ще почиват на смени, ще се отправят към Черноморието и към Евксиноград. Поради тази причина част от протестиращите се насочват в тези посоки, а „миграцията“ им минава под надслова „Орешарски марш“.

## Окупация на Ректората и на други университети в страната
В края на октомври 2013 г. студенти окупират СУ и други университети в страната в знак на протест срещу правителството.

## Мащабен протест по случай 24 години от падането на тоталитарния режим (10 ноември 2013)
Протест на правосъдието беше организирана по повод 24-годишнината от 10 ноември (оставката на бившия комунистически държавен глава Тодор Живков), протестите срещу кабинета Орешарски получава нов тласък.

## Втора окупация на Народното събрание (12 ноември 2013)
На 12 ноември 2013 г. групата на Ранобудните студенти от цялата страна се събира в 10:30 часа пред НС, за да извърши окупация на сградата. Студентите са подкрепени от множество граждани. Изградени са живи вериги, които да блокират изходите/входовете на НС. Полицията прилага необосновано сила върху протестиращите. Арестувани са най-малко петима. Има ранени. Сред популярните скандирания са: „Оставка!“, „Вие сте позор, оставка и затвор!“ и „Кой предложи, кой предложи, кой, кой, кой?“.

## Основни искания на протестиращите
Основните искания на протестиращите са оставката на кабинета „Орешарски“, разпускане на XLII народно събрание и насрочване на предсрочни парламентарни избори.

## Оставка
На 23 юли 2014 г. министър-председателят Пламен Орешарски депозира в деловодството на Народното събрание оставката на правителството си след 405 дни от началото на антиправителствените протести.

## Реакции на протеста
На протеста още първия ден обръщат внимание чуждестранните медии и новинарски агенции, а много бързо следва и реакция от посланици, както и от членове на Партията на европейските социалисти, и лидерът на социалистите в европарламента, който заявява, че България се нуждае от по-компетентен шеф на ДАНС. На следващия ден френската социалистка Мартин Обри заявява, че ще поиска оставката на Станишев като председател на ПЕС. Макар че след първия ден на протестите Делян Пеевски пише в писмо, че оттегля своята кандидатура и Орешарски приема неформално неговото оттегляне, протестите продължават с искане за оставка на правителството.

## Политически проекти и движения с корени в Протестите
- Протестна мрежа
- „14 юни“, чието основаване е обявено на 9 март 2016 г. в София.
- ДЕОС
- MoveBG на Саша Безуханова
- Инициатива „Правосъдие за всеки“
- Ранобудните студенти
- Движение „Обществен натиск“
- Движението „За Републиката“, започнало през март 2016 г.
- Сдружение Граждански блок

Чрез тези протести коалиции като Реформаторски блок (Гражданският съвет на Реформаторски блок е свързан с участници в протестите срещу Орешарски) и партии като „Зелените“ също набраха подкрепа.